# Тютешь
Тютешь — река в России, протекает по Грязовецкому району Вологодской области и Первомайском районе Ярославской области. Длина реки — 10 км.

## Течение
Исток реки находится около деревни Темниково (Вологодская область), река течёт на север, сначала по Вологодской области, далее по реке проходит граница Вологодской и Ярославской областей. Устье реки находится в 79 км по левому берегу реки Ухтомы на юг от деревни Кокарево (Вологодская область).

## Данные водного реестра
По данным государственного водного реестра России относится к Верхневолжскому бассейновому округу, водохозяйственный участок реки — Рыбинское водохранилище до Рыбинского гидроузла и впадающие в него реки, без рек Молога, Суда и Шексна от истока до Шекснинского гидроузла, речной подбассейн реки — Реки бассейна Рыбинского водохранилища. Речной бассейн реки — (Верхняя) Волга до Куйбышевского водохранилища (без бассейна Оки).
Код объекта в государственном водном реестре — 08010200412110000009922.